# The XIII History
The XIII History est le vingt-cinquième tome de la série de bande dessinée XIII. Il s'agit du sixième album avec le scénariste Yves Sente et le dessinateur Youri Jigounov aux commandes.

## Résumé
Le journaliste du New York Daily Danny Finkelstein connu pour ses articles sur Kelly Brian et les exactions de la NSA (voir La Version Irlandaise) reçoit les copies des documents sur la véritable histoire du Mayflower par Jason Mac Lane. Alors qu'il examine les documents en vue d'un nouvel article qui va bouleverser l'Histoire des Etats-Unis, son voisin de bureau l'espionne et envoie des informations au président Stephen Dundee, qui prévient la Fondation du Mayflower dont il fait également partie. La Fondation envoie donc des tueurs pour traquer Danny qui va réussir à s'échapper.

## Personnages

### Personnages créés parJean Van HammeetPhilippe Francq
- Stephen Dundee : propriétaire du journal New York Daily via son groupe American News Inc. qui forme la division Press du Groupe W dont Dundee est également président. On apprend dans cet album qu'il fait partie de la Fondation du Mayflower à qui il fournira de précieuses informations dont la localisation de l'héritage de Jason MacLane.